# Černívsko
Černívsko [ˈt͡ʃɛrɲɪːvskɔ], bis 1924 Černísko (deutsch Tschernisko, auch Černisko) ist ein Ortsteil der Gemeinde Uzeničky in Tschechien. Er liegt sieben Kilometer nordöstlich von Blatná in Südböhmen und gehört zum Okres Strakonice.

## Geographie

### Geographische Lage
Černívsko befindet sich rechtsseitig des Baches  Kostratecký potok im Mittelböhmischen Hügelland. Das Dorf liegt oberhalb des Teichdammes des Černívský rybník. Südöstlich erstreckt sich der Teich Labuť. Im Nordosten erhebt sich der Chlumák (548 m), südlich der Chobotský vrch (525 m) und die Chobotská mýť (Choboter Maid, 512 m), im Westen die Kubátova hora (535 m) und nordwestlich der Černý háj (507 m).

### Ortsgliederung
Zu Černívsko gehört die Einschicht U Frička.

### Nachbargemeinden
Nachbarorte sind Žebrák, Hostišovice und Stranohoří im Norden, Uzeničky, Mišovice, Minice und Pohoří im Nordosten, U Frička und Uzenice im Osten, Chrást, Nevželice und Myštice im Südosten, Střížovice und Chobot im Süden, Újezd u Skaličan, Paštiky, Bezdědovice und Dobšice im Südwesten, Nový Dvůr, Drahenický Málkov und Chaloupky im Westen sowie Závišín, Ovčín, Bělčice, Podruhlí und Chaloupky im Nordwesten.

## Geschichte
Die erste schriftliche Erwähnung des Dorfes erfolgte 1345. Im Jahre 1357 wurde die Burg Křikava als Besitz des Hofmeisters der Königin Blanca, Hugo von Donnerstein (Huk z Dornštejna) erstmals erwähnt. Dieser hatte 1348 das zur Kronherrschaft Klingenberg gehörige Dorf Myštice von König Karl I. erworben. Hugos Söhne Koloman, Buzek und Přibyslav teilten die Herrschaft Křikava unter sich auf. Černívsko war zu dieser Zeit der Pfarr- und Hauptort der Herrschaft. Die Burgherren verwendeten die Prädikate von Donnerstein und von Křikava. Das Kirchpatronat oblag ihnen gemeinschaftlich mit den verwandten Vladiken von Huzenice. Im Jahre 1399 gehörte die Herrschaft Přibek und Jindřich von Křikava. 1402 nahm der Räuber Dobešík von Bor die Burg ein und plünderte sie. Der frühere Küchenmeister Wenzels IV., Jindřich Kolman von Křikava verkaufte die Herrschaft Křikava 1418 zusammen mit seinen weiteren Gütern im Prachiner Kreis an Peter Zmrzlík von Schweißing und zog sich vor den Hussiten auf die Feste Obořiště zurück. Während der Hussitenkriege wurden sowohl Černívsko als auch die Burg Křikava verwüstet. Die Pfarre erlosch gänzlich. Zum Ende des 15. Jahrhunderts erwarb Tašek von Drahenice die wüste Burg Křikava mit dem Dorf Černívsko und schlug sie dem Gut Uzeničky zu. Um 1520 erwarb Zdeniek Lev von Rosental das Gut und schloss es an die Herrschaft Blatná an. Sein Sohn Adam Lev von Rosental verkaufte das Gut Teutsch-Usenitz 1537 für 1000 Schock Böhmische Groschen an Johann Bieschin von Bieschin. Bei der Erbteilung zwischen dessen Söhnen, fiel das Gut Teutsch-Usenitz einschließlich des Kirchpatronats in Černívsko 1579 an Zdenko Bieschin von Bieschin. Dessen Sohn Zbynek Georg Bieschin von Bieschin verkaufte das Gut Teutsch-Usenitz mit den Dörfern Klein-Usenitz, Groß-Usenitz und Černisko 1617 für 14.000 Meißnische Schock an Wilhelm d. Ä. Wrabsky Tluksa von Wraby, der es seiner Herrschaft Drahenice zuschlug.
Ende des 17. Jahrhunderts erwarben die Grafen Khan die Herrschaft von den Tluksa von Wraby. Anschließend wechselten die Besitzer in rascher Folge. Zwischen 1722 und 1731 ließ Maria Ludmilla von Waldstein die Kirche umgestalten und eine Lokalie einrichten. 1795 erwarb der Oberstlandmarschall Johann Prokop Graf Hartmann von Klarstein das Gut Drahenitz von Marie Elisabeth Reichsgräfin von Nostitz-Rieneck, geborene Kolowrat Krakowsky von Ugezd. Im Jahre 1840 bestand Černisko aus 7 Häusern mit 43 Einwohnern. Unter herrschaftlichen Patronat standen die Lokalkirche zur Hl. Dreieinigkeit, das Lokalistenhaus und die Schule. Außerdem gab es im Dorf ein Wirtshaus. Abseits lag die Brettmühle Radina. Černisko war Pfarrort für Hoschowitz, Malkow (Drahenický Málkov), Usenitz, Useniček, Chobat und Newčelitz (Nevželice). Bis zur Mitte des 19. Jahrhunderts blieb Černisko der Herrschaft Drahenitz untertänig.
Nach der Aufhebung der Patrimonialherrschaften bildete Černísko / Černisko ab 1850 einen Ortsteil der Gemeinde Uzeničky in der Bezirkshauptmannschaft und dem Gerichtsbezirk Blatná. Im Jahre 1870 wurden die Grafen Lobkowicz Besitzer der Güter. Im Zuge der Aufhebung des Okres Blatná wurde Černívsko 1960 dem Okres Strakonice zugeordnet. 1964 erfolgte die Eingemeindung nach Uzenice. Am 24. November 1990 lösten sich Černívsko und Uzeničky wieder von Uzenice los und bildeten die Gemeinde Uzeničky. Černívsko hatte im Jahre 1991 34 Einwohner. Beim Zensus von 2001 wurden 30 Personen und 26 Wohnhäuser gezählt.

## Kultur und Sehenswürdigkeiten

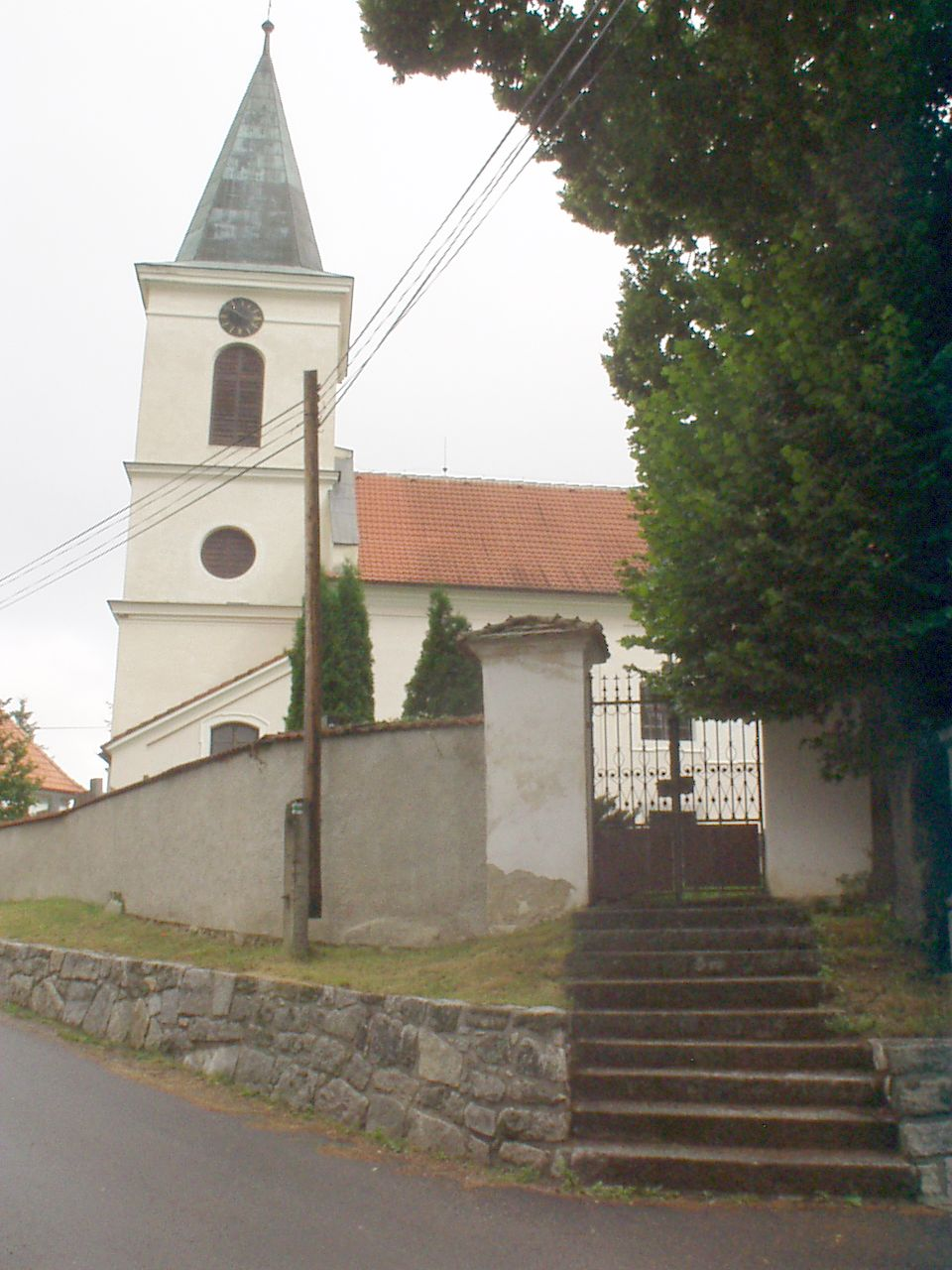
Kirche der hl. Dreifaltigkeit

- Reste der Burg Křikava, sie wurde 1357 erstmals erwähnt und im 15. Jahrhundert zerstört.
- Kirche der hl. Dreifaltigkeit, der aus dem 14. Jahrhundert stammende Bau wurde 1722–1731 barock umgestaltet. Im Innern befinden sich zwei Epitaphe der Herren Bieschin zu Bieschin.
- Barockes Pfarrhaus, errichtet Mitte des 18. Jahrhunderts